# 花見小路通

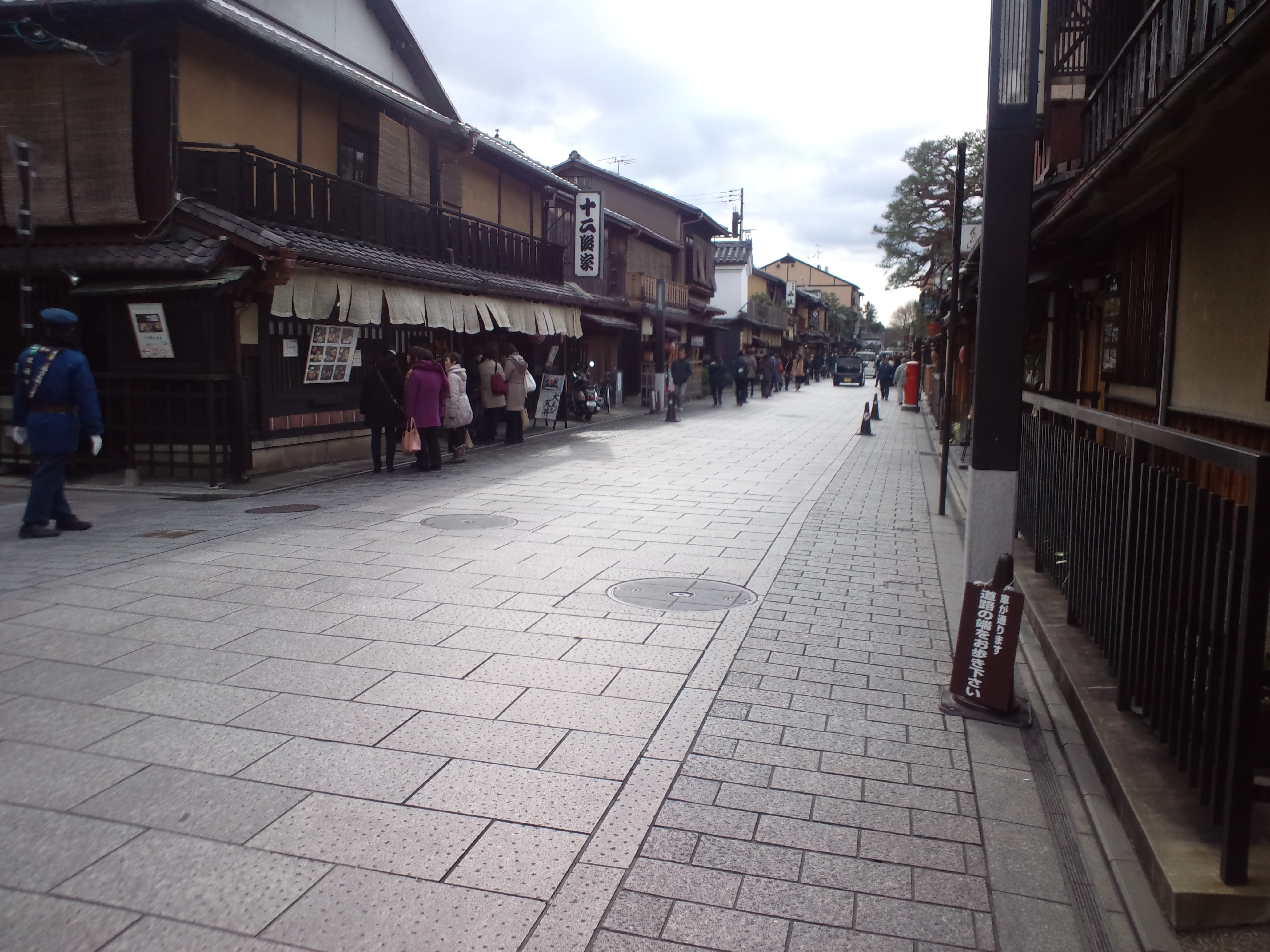
花見小路通、祇園

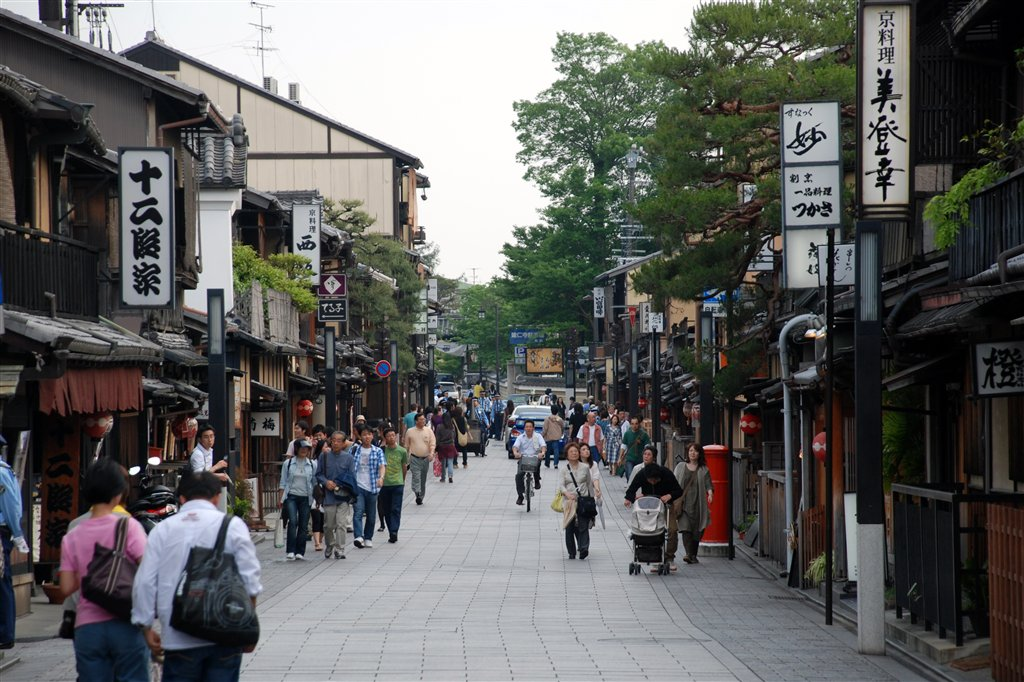
花見小路通、四条通南

花見小路通是日本京都市的一条南北向街道，北到三条通，南到安井北門通，长約1公里，是经过祇園中心区的主要街道。西为大和大路通，東为東大路通。
这条街在四条通的南北两侧拥有完全不同的气氛。四条通以北多为小酒馆。四条通以南原为建仁寺的領地，在明治以后开发，多为茶屋和料理屋。

## 外部連結
- 京都市“花見小路”附近立牌強調禁止拍照，共同社2019年10月25日，京都市情報館之相關通知 （页面存档备份，存于）